# Karl Kluth
Karl Kluth (* 12. Januar 1898 in Halle an der Saale; † 15. Dezember 1972 in Hamburg) war ein deutscher Maler. Er war Mitglied des Hamburger Künstlervereins, der Hamburgischen Künstlerschaft und der Hamburgischen Sezession. In der Zeit des Nationalsozialismus konnte er trotz zahlreicher Probleme mit den Behörden weiterarbeiten. 1940 wurde er zum Kriegsdienst eingezogen und geriet in sowjetische Gefangenschaft. Nach der Heimkehr (1949) wurde er 1950 in die Vorstände des Deutschen Künstlerbundes und des Hamburger Künstlervereins gewählt. Im selben Jahr wurde er in die Freie Akademie der Künste in Hamburg aufgenommen. 1952 nahm er eine Professur an der Hochschule für bildende Künste in Hamburg an.

## Biografie

### Ausbildung
1919 bis 1922 studierte Kluth an der Akademie Karlsruhe bei Albert Haueisen und August Babberger. Diese beiden Lehrer waren ihrerseits Schüler von Ludwig Thoma und unterrichteten in dessen Tradition. Babberger vermittelte zusätzlich eine von den Expressionisten stammende Dynamik. Zusätzlich orientierte sich Kluth an den Werken Edvard Munchs. 1920 erhielt er von der Akademie ein Stipendium und reiste nach Hamburg. Die Stadt beherbergte damals die nach Berlin größte und beste Sammlung moderner Malerei in Deutschland. Im Zentrum des Kreises der Verfechter der modernen Kunst standen der Museumsdirektor Max Sauerlandt und der Grafik-Sammler Gustav Schiefler, Munch-Freund und Verfasser von dessen Grafik-Verzeichnis. In der Kunsthandlung Commeter waren Ausstellungen überregionaler Avantgarde-Kunst zu sehen und die Kunsthistorikerin Rosa Schapire engagierte sich aktiv für die neue Kunst. 

### Hamburg
Ab 1923 stellte Kluth mit der Hamburger Sezession aus. Zunächst erhielt er in seiner neuen Heimat Hamburg wenig Anerkennung von der konservativen Kunstkritik. Seine intensive Farbgebung stieß auf Unverständnis. Auch der Käuferkreis blieb begrenzt. Entsprechend lebten er und seine Frau in großer materieller Not. Er musste sich mit Nebenjobs durchschlagen, etwa als Heizer in einem Krankenhaus. Während der Weltwirtschaftskrise war er mehrmals auf die Unterstützung der Künstlernothilfe angewiesen.
1928 erhielt er auf einer Ausstellung Hamburger Künstler in Berlin die erste Anerkennung, die auch in der Hansestadt Gehör fand. So schrieb der Herausgeber der Zeitschrift Der Kreis, Ludwig Benninghoff, über ihn: „… in Berlin ist Kluth der ganzen Kritik besonders aufgefallen als einzige genial veranlagte und gründlich arbeitende Natur.“ Im selben Jahr bekam Kluth den Lichtwark-Preis zusammen mit Hans Henny Jahnn. 1929 besuchte er auf Empfehlung Gustav Schieflers während einer Skandinavienreise Edvard Munch und arbeitete einige Zeit mit ihm.

#### Künstlerfeste
Karl Kluth war einer Hauptinitiatoren der über Künstlerkreise hinaus auch beim Hamburger Bürgertum beliebten Künstlerfeste, genannt Zinnober. Er zeichnete Karikaturen, beteiligte sich an der Ausmalung des Veranstaltungsgebäudes, (Curiohaus), fertigte Plakate an und leitete Revuen.

#### „Sezessionsstil“
Gegen Ende der 1920er Jahre fanden die Maler der Hamburger Sezession erstmals überregional Anerkennung und machten mit ihrer „Hamburgischen Malerei“ von sich reden. In dieser Zeit entwickelte Kluth gemeinsam mit anderen jüngeren Mitgliedern der Hamburger Sezession den sogenannten Sezessionsstil. Helmut R. Leppien charakterisiert diesen Stil: „Nun, 1930, finden wir bei Ballmer und Nesch, bei Kluth und Fiedler, bei Bargheer und Kronenberg und bei Grimm eine Gestaltungsweise, die durch kurvig schwingende Linien, welche die Formen zusammenfassen, durch eine gedämpfte Farbigkeit mit dem Hang zu sehr starken Tonkontrasten bestimmt wird.“
Maike Bruhns weist darauf hin, dass Kluth, durch Munch angeregt, erkannt habe, dass Farbe nicht nur Sichtbares bezeichnet, sondern auch als Träger dramatischer Aktion einsetzbar ist: „Die Motive oder Figuren gewinnen durch Statuarik oder Vereinzelung zuweilen zeichenartige Bedeutsamkeit (…) Es entstand eine Art Kompositstil, der Gegensätzliches vereinte: abstrakte Formen mit realistischen Bildelementen, Zeichnung und Malerisches.“

### Zeit der NS-Diktatur
1933 berief Max Sauerlandt, der Direktor des Museums für Kunst und Gewerbe und der Landeskunstschule, Karl Kluth als Lehrenden. Bevor jedoch Kluth die Stelle antreten konnte, wurden er und sämtliche von Sauerlandt berufenen Dozenten von der Kulturbehörde, die mittlerweile nationalsozialistisch funktionierte, entlassen. Max Sauerlandt wurde ebenfalls entlassen.
Kluths Gemälde Akt auf rotem Sofa (1933) nahmen die Nationalsozialisten zum Anlass, die zwölfte Ausstellung der Hamburger Sezession zwangsweise zu beenden. Der Vorwurf lautete, es handele sich um Pornografie. Ein Landschaftsgemälde Kluths, Wegespuren II von 1933, ebenfalls in der Ausstellung, wurde als „kulturbolschewistisch“ angefeindet. Die Hamburger Sezessionsausstellung war die erste, die im von der NSDAP beherrschten Deutschland verboten wurde.
Trotz der politisch motivierten Angriffe, vor allem durch den „Kampfbund für deutsche Kultur“, konnte Kluth weiterhin ausstellen. Der Hamburger NSDAP-Bürgermeister Carl Vincent Krogmann fand Kluths Bilder „nicht schlecht“ und stattete ihm in seinem Atelier einen Besuch ab. Im Juni 1936 hingen Kluths Bilder noch in der Hamburger Kunsthalle in der Abteilung „Zeitgenössische Hamburgische Kunst“. Ein Kritiker schrieb 1935 sogar: „Karl Kluth steht in der Vorhut der modernen deutschen Malerei.“ Der Maler selbst sah seine Situation in einem Brief an die Hamburger Kunstmäzenin Emmi Ruben skeptischer: „Das ist alles sehr nett, aber man hat das Gefühl, dass man nur noch für die Kollegen malt.“
1934 hatte Kluth zusammen mit Willem Grimm noch ein Norwegenstipendium erhalten. Am Ende dieser Reise besuchte Kluth ein letztes Mal Edvard Munch. Außerhalb der für die Künste zuständigen Reichskammer veranstaltete Otto Andreas Schreiber innerhalb der Deutschen Arbeitsfront sogenannte Fabrikausstellungen für die Arbeiterschaft. Auch von Karl Kluth waren einige Blätter im Rahmen dieser Ausstellungen zu sehen.
„Der große Eklat und das Ende jeglicher Freizügigkeit“, wie Maike Bruhns schreibt, kam für die moderne Kunst in Hamburg, als die Künstlerbundausstellung „Malerei und Plastik in Deutschland“ 1936 in der Hansestadt nach nur zehn Tagen geschlossen wurde. Aufgebrachte Nationalsozialisten beschädigten im selben Jahr in Berlin zwei Aquarelle von Kluth. 1937 wurden in der Aktion „Entartete Kunst“ nachweislich sechzehn seiner Bilder aus der Nationalgalerie Berlin im Kronprinzen-Palais, der Kunsthalle Hamburg und dem Museum für Kunst und Gewerbe Hamburg beschlagnahmt. Davon wurden zwölf vernichtet. Der Verbleib der anderen ist ungeklärt.

#### Einkommenslage
Durch die Verhinderung seines Lehramts an der Hamburger Landeskunstschule hatten die Machthaber Kluth eine sicher geglaubte Einkommensbasis genommen. Er musste sich deshalb weiterhin mit privatem Kunstunterricht durchschlagen. 1935 und 1937 erhielt er jeweils eine Unterstützung von der Amsinck-Stiftung. Auch die Kunstmäzenin Emmi Ruben half ihm durch Bilderkäufe (z. B. Aschermittwoch, 1934).
Seit 1937 arbeitete Kluth als Bühnenbildner an der städtischen Kieler Bühne für den Intendanten Kurt Eggers-Kestner, mit dem er befreundet war. Die Zusammenarbeit währte bis 1939. Im Sommer dieses Jahres gab es einen „Kulturbolschewismus“-Skandal wegen Kluths Bühnenbildern zu einer Wilhelm-Tell-Inszenierung. Eggers-Kestner stellte sich vor Kluth und verlor dadurch seinen Posten. Nur durch Beziehungen konnte er vor dem Konzentrationslager gerettet werden und tauchte anschließend in Berlin unter. Kluth ging nach Hamburg zurück. Im Sommer 1940 fand er vorübergehend eine Stelle als Porträt- und Stilllebenlehrer an der Kunstschule Schmilinsky. Er sprang für Eduard Bargheer ein, der von einer Studienfahrt nach Ischia nicht mehr zurückgekehrt war.

### Kriegserfahrung
Im selben Jahr wurde er mit 42 Jahren zur Wehrmacht eingezogen. Nachdem er zunächst in Frankreich eingesetzt worden war, kam er anschließend an die Ostfront und geriet in sowjetische Gefangenschaft. 1949 durfte er nach Hamburg zurückkehren. Danach verarbeitete er seine Kriegserfahrungen in dem monumentalen Gemälde Der Krieg, das heute in Schloss Gottorf hängt.

### Kunst nach dem Zweiten Weltkrieg
1950 wurde Kluth in den Vorstand des Deutschen Künstlerbundes gewählt. Doch während das Informel in Deutschland nach dem Zweiten Weltkrieg als wichtigste, wenn nicht als ausschließlich zu wertschätzende Kunstrichtung galt, blieb Kluth seinen realistischen Wurzeln treu. Er malte in Anknüpfung an den Hamburger Sezessionsstil weiterhin teilstilisierte Figurenbilder und Porträts. Dies bedeutete keinen Stillstand in der Entwicklung. Er bevorzugte nun größere Formate, die Gestalten füllten fast immer die gesamte Bildfläche aus, die Farben legten an Intensität zu. Die Bildoberfläche wurde reliefartiger. Die Naturform bearbeitete er so, dass sie schwer entzifferbar wurde, sozusagen „vergittert“ durch schraffurartige Flächen. Zeichnerische Elemente überzogen zunehmend das Bild.

### Schüler

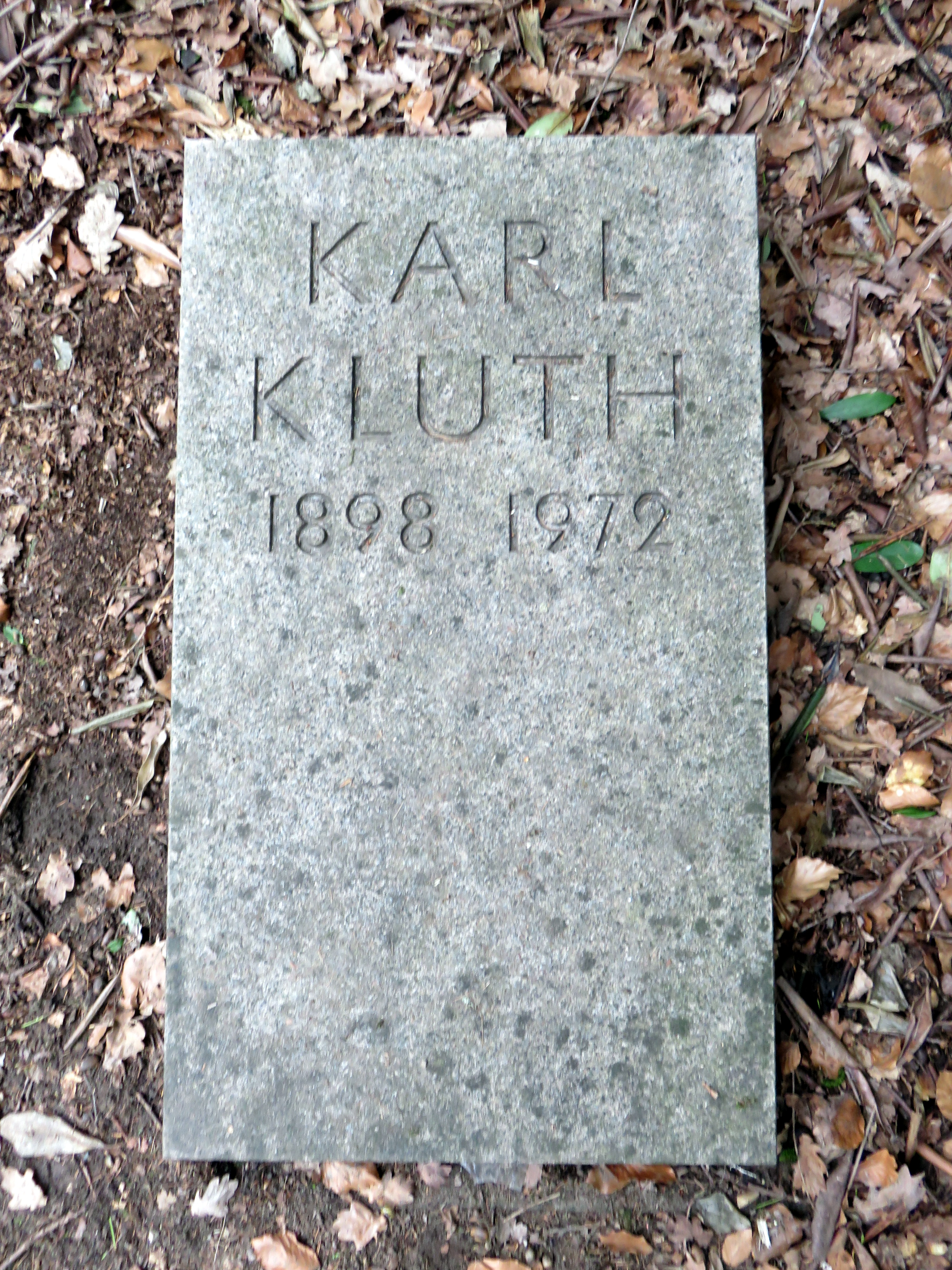
Grabplatte Karl Kluth auf dem Friedhof Ohlsdorf

Kluth lehrte von 1952 bis 1965 an der Hochschule für bildende Künste in Hamburg. Als Lehrer bemühte er sich, seine Schüler eigenständig werden zu lassen. Großen Wert legte er auf Reflexionen und Gespräche, die er über die Vermittlung technischer Fertigkeiten stellte. Aus Kluths Kunstklasse gingen beispielsweise die Maler der Gruppe ZEBRA (Dieter Asmus, Nikolaus Störtenbecker, Peter Nagel und Dietmar Ullrich) hervor.

### Letzte Jahre
Nach der Pensionierung arbeitete Kluth in seinem Atelier am Hamburger Grindelhof frei weiter. 1956 und 1966 zeigte der Hamburger Kunstverein zwei große Retrospektiven seines Schaffens. 1972 fand noch eine Ausstellung in Oldenburg statt. Karl Kluth starb am 15. Dezember 1972 an Herzversagen in seiner Wahlheimatstadt Hamburg; er wurde auf dem Friedhof Ohlsdorf beigesetzt.

## Werke (Auswahl)
- Akt auf rotem Sofa, 1933 (Öl/Leinwand, 75 cm × 100 cm), Hamburger Kunsthalle
- Wegespuren II, 1933 (Öl/Leinwand, 80 cm × 100 cm), Slg. Hamburger Sparkasse
- Bildnis Gustav Schiefler, 1931 (Öl/Leinwand, 140 cm × 100 cm), Slg. Hamburger Sparkasse
- Selbstbildnis Karl Kluth, 1937 (Öl/Leinwand, o.A.), Hamburger Kunsthalle
- Karikatur zu Willem Grimm aus dem Almanach zum „Zinnoberfest“, 1933, 15,2 cm × 10,6 cm, Galerie Herold, Hamburg
- Karikatur zu Fritz Kronenberg aus dem Almanach zum „Zinnoberfest“, 1933, 15,2 cm × 10,6 cm, Galerie Herold, Hamburg
- Porträt Theodor Heuss, 1956 (Öl/Leinwand, 128 cm × 118 cm), Kieler Rathaus[4]

## Ausstellungen (Auswahl)
- Künstlerische Tendenzen nach 1945 in Hamburg. Haspa-Galerie, Hamburg 2007
- Karl Kluth in Hamburg, Museum für Kunst und Gewerbe, Hamburg, 20. April 2018 bis April 2019